# Großer Preis der Steiermark (Motorrad)

Streckengrafik des Red Bull Rings

Der Große Preis der Steiermark für Motorräder ist ein Motorrad-Rennen zur Motorrad-Weltmeisterschaft.
Er fand erstmals am 23. August 2020 auf dem Red Bull Ring in Spielberg in Österreich statt.

## Geschichte
Aufgrund der grassierenden COVID-19-Pandemie wurden verschiedene Rennen der Motorrad-Weltmeisterschaft 2020 abgesagt oder verschoben. Anfang Juni 2020 veröffentlichte Dorna Sports, der Veranstalter der Weltmeisterschaft, einen überarbeiteten Rennkalender u. a. mit zwei Rennen innerhalb einer Woche in Spielberg.
Nachdem die Klassen Moto2 und Moto3 beim Großen Preis von Katar bereits am 8. März ihren ersten WM-Lauf ausgefahren hatten, startete die durch COVID-19 verkürzte Saison 19. Juli mit dem Großen Preis von Spanien auf dem Circuito de Jerez. Am 16. August 2020 ist auf dem Red Bull Ring der Große Preis von Österreich geplant und am folgenden Wochenende soll der Große Preis der Steiermark am selben Ort stattfinden.

## Statistik
| Jahr | Strecke   | Klasse | Sieger                  | Zweiter                 | Dritter                   | Pole-Position           | Schn. Rennrunde         |  |
| ---- | --------- | ------ | ----------------------- | ----------------------- | ------------------------- | ----------------------- | ----------------------- |  |
| 2020 | Spielberg | Moto3  | Celestino Vietti (KTM)  | Tony Arbolino (Honda)   | Ai Ogura (Honda)          | Gabriel Rodrigo (Honda) | Ayumu Sasaki (KTM)      |  |
| 2020 | Spielberg | Moto2  | Marco Bezzecchi (Kalex) | Jorge Martín (Kalex)    | Remy Gardner (Kalex)      | Arón Canet (Speed Up)   | Marco Bezzecchi (Kalex) |  |
| 2020 | Spielberg | MotoGP | Miguel Oliveira (KTM)   | Jack Miller (Ducati)    | Pol Espargaró (KTM)       | Pol Espargaró (KTM)     | Pol Espargaró (KTM)     |  |
|      |           |        |                         |                         |                           |                         |                         |  |
| 2021 | Spielberg | Moto3  | Pedro Acosta (KTM)      | Sergio García (GasGas)  | Romano Fenati (Husqvarna) | Deniz Öncü (KTM)        | Darryn Binder (Honda)   |  |
| 2021 | Spielberg | Moto2  | Marco Bezzecchi (Kalex) | Arón Canet (Boscoscuro) | Augusto Fernández (Kalex) | Remy Gardner (Kalex)    | Ai Ogura (Kalex)        |  |
| 2021 | Spielberg | MotoGP | Jorge Martín (Ducati)   | Joan Mir (Suzuki)       | Fabio Quartararo (Yamaha) | Jorge Martín (Ducati)   | Joan Mir (Suzuki)       |  |

Rekordsieger Fahrer: Marco Bezzecchi (2)